# Sandra Studer
Pour les articles homonymes, voir Studer.
 (mars 2022).
Sandra Studer (née le 10 février 1969 à Zurich) est une animatrice de télévision et chanteuse suisse, aussi sous le pseudonyme de Sandra Simó.

## Biographie
Cette fille d'un père suisse et d'une mère espagnole grandit à Zollikerberg. Après une formation en danse et en piano, elle monte sur scène pour chanter pour la première fois à 17 ans. Elle étudie la germanistique et la musicologie à l'université de Zurich. Elle fait son premier enregistrement en 1987. En 1989, Sandra Studer est choriste dans la chanson de DJ BoBo I Love You.
Sous le nom de Sandra Simó, elle représente la Suisse au Concours Eurovision de la chanson 1991 ; la chanson italophone Canzone per te finit à la 5e place, sur 22 participants.
Elle se consacre ensuite à une carrière à la télévision. Elle est la commentatrice germanophone du Concours Eurovision de la chanson pour la SRG SSR. En 1999, elle anime à côté d'Axel Bulthaupt le concours sélectif pour l'Allemagne. De 2002 à 2012, elle anime le gala annuel des SwissAward.
Elle se produit également dans des programmes musicaux en Allemagne.
Le 20 janvier 2025, il est annoncé qu'elle fait partie des trois animatrices du Concours Eurovision de la chanson 2025, qui se déroule du 13 au 17 mai 2025 à Bâle en Suisse, aux côtés de Hazel Brugger et Michelle Hunziker.